# Broeders van Oudenbosch
In 1840 werd de congregatie der Broeders van Oudenbosch (Broeders van de H. Aloysius Gonzaga; Broeders van Saint-Louis) opgericht, welke in 1866 het Instituut Saint-Louis te Oudenbosch in gebruik nam. Dit was een jongensinternaat.